# Irena Kwiatkowska
Irena Kwiatkowska (Varsovia, 17 de septiembre de 1912 – Konstancin-Jeziorna, 3 de marzo de 2011) fue una afamada actriz polaca conocida por sus actuaciones en cabaret y sus monólogos, amén de por sus apariciones (sobre todo cómicas) en películas y espectáculos televisivos.

## Biografía
Kwiatkowska se graduó en el Instituto Nacional de Artes Teatrales (Państwowy Instytut Sztuki Teatralnej) en 1935 y hasta el estallido de la Segunda Guerra Mundial, comenzó actuando en el Teatro Powszechny en Varsovia, el Teatro Nowy en Poznań, el Teatro Polski en Katowice, y en Vilna. Durante la guerra estuvo en la Armia Krajowa y participó en el Alzamiento de Varsovia.
Tras la guerra, apareció en el cabaret Siete Gatos (Siedem Kotów) de Cracovia, donde el poeta polaco, Konstanty Ildefons Gałczyński, le escribió varios papeles, el propio Gałczyński reconoció haber creado el famoso personaje de Hermenegilda Kociubińska siempre pensado en ella.
En 1948, regresó a Varsovia, y trabajó en varios teatros, series de televisión, películas y programas radiofónicos. Durante su carrera recibió numerosos premios como el Premio Superwiktor (2002).